# Alexander Tönnies
Alexander Tönnies (* 1971 in Berlin-Pankow) ist ein deutscher Kommunalpolitiker (SPD).

## Leben
Nach der Schulzeit erlernte Tönnies von 1988 bis 1990 einen technischen Beruf. Im November 1989 trat er in die Sozialdemokratische Partei der DDR (SDP) ein. Seinen Wehrdienst begann er 1990 in der NVA und erlebte hier den Übergang zur Bundeswehr.
Ab 1992 begann er eine neue Ausbildung im mittleren Polizeidienst und arbeitete mehrere Jahre bei der Polizei. 2001 schloss Tönnies ein Fachhochschulstudium mit dem Abschluss Diplom-Verwaltungswirt ab. Während seiner anschließenden Tätigkeit im gehobenen Polizeidienst erfolgte von 2003 bis 2006 eine Abordnung an das Bundesministerium des Innern, wo Tönnies in der Stabsstelle „Sicherheit WM 2006“ tätig war. Nach seinem 2009 abgeschlossenen Masterstudium mit Abschluss M.A. „Master of Arts, Public Administration“ stieg Tönnies in den höheren Polizeidienst auf und war zwischen 2009 und 2011 stellvertretender Leiter der Zentralstelle für Prävention im Landeskriminalamt Berlin. Von 2011 bis 2013 war er Leiter der Pressestelle der Polizei Berlin.
2016 verließ Tönnies den Polizeidienst und wurde als Wahlbeamter Erster Beigeordneter und stellvertretender Bürgermeister der Stadt Hohen Neuendorf und damit auch Leiter des Hauptamtes mit den Aufgabenbereichen Personal, Informationstechnik, Zentrale Dienste, Recht/Controlling/Interne Revision, Vergabestelle und Feuerwehr. Nachdem der bisherige Landrat des Landkreises Oberhavel, Ludger Weskamp (SPD), vor Ablauf der regulären Amtszeit ausgeschieden war, kandidierte Tönnies für die SPD für diesen Posten. Da in beiden Wahlgängen der Direktwahl kein gültiges Ergebnis erreicht wurde, wählte der Kreistag des Landkreises Oberhavel Tönnies am 6. April 2022 zum neuen Landrat. Er erreichte 37 von 56 Stimmen. Tönnies trat am 27. April 2022 sein Amt als Landrat des Landkreises Oberhavel an. Seit Juni 2025 ist er 2. stellvertretender Vorsitzender des Aufsichtsrates des Verkehrsverbund Berlin-Brandenburg (VBB).
Tönnies ist verheiratet und hat eine erwachsene Tochter.